# 羅什布倫峰

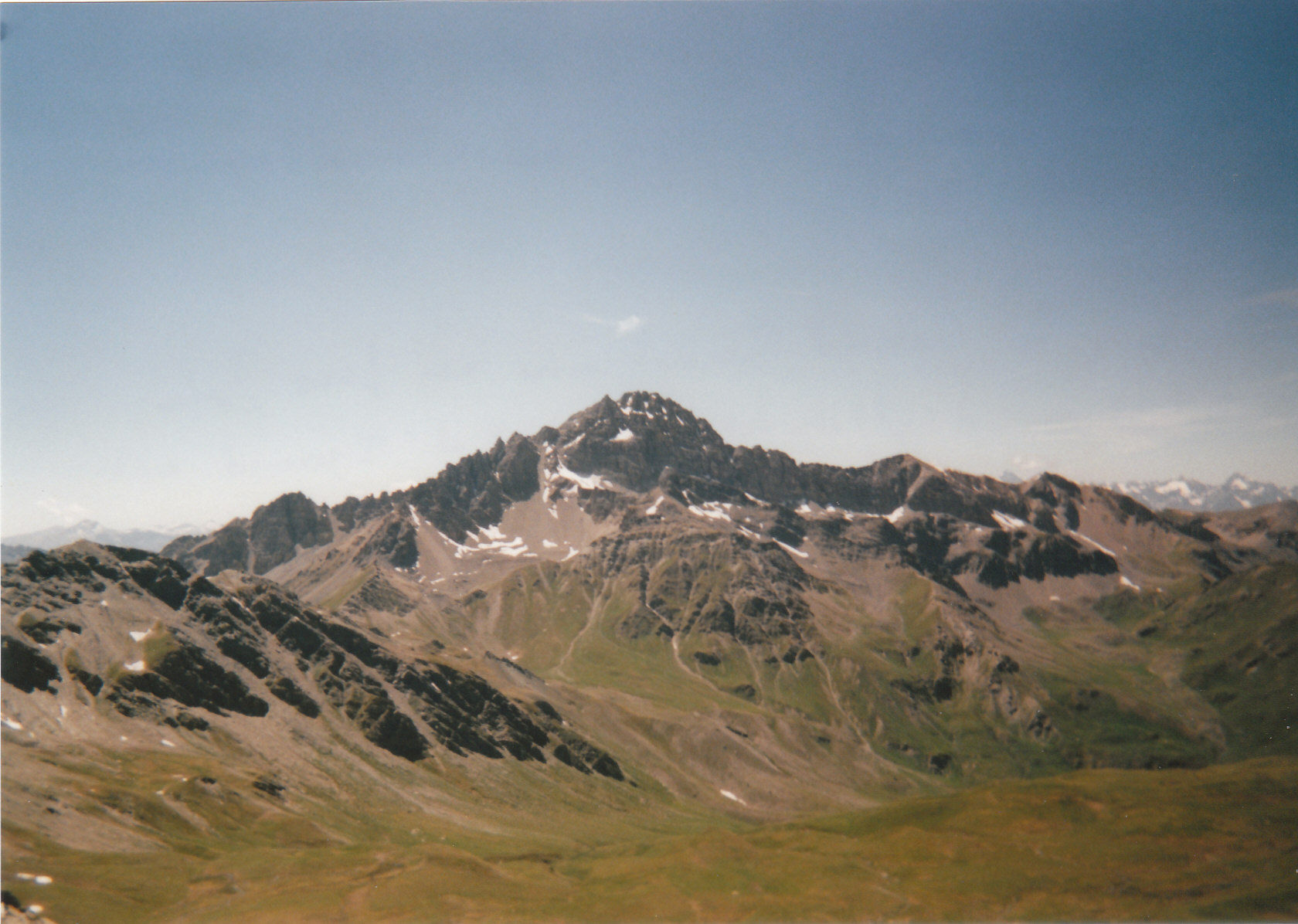

44°49′21″N 06°47′14″E / 44.82250°N 6.78722°E
羅什布倫峰（法語：Pic de Rochebrune），是法國的山峰，位於該國東南部，由普羅旺斯-阿爾卑斯-蔚藍海岸大區負責管轄，屬於科蒂安阿爾卑斯山脈的一部分，海拔高度3,320米，每年平均降雨量1,432毫米。